# Sybra javanica
Sybra javanica là một loài bọ cánh cứng trong họ Cerambycidae.